# 姜屯镇 (黑山县)
姜屯镇，是中华人民共和国辽宁省锦州市黑山县下辖的一个乡镇级行政单位。

## 行政区划
姜屯镇下辖以下地区：
姜东村、姜西村、会巨村、连屯村、兰屯村、杜屯村、长岗子村、杨屯村和袁家村。